# وستبوری، باکینگهام‌شر
وستبوری (به انگلیسی: Westbury) یک محله مدنی و روستا در بریتانیا است که در Aylesbury Vale واقع شده‌است. وستبوری ۴۴۷ نفر جمعیت دارد.